# Сили стабілізації (НАТО)

Нарукавна емблема сил СФОР

Сили стабілізації, СФОР (Stabilization Force, SFOR) — сили НАТО з підтримки миру в Боснії і Герцеговині.
Сили стабілізації діяли в рамках Глави VII Статуту ООН, а їхні повноваження витікали з резолюції РБ ООН № 1088 від 12 грудня 1996 року. Як і у випадку з Силами втілення (ІФОР), мова йшла про операцію з запровадження миру, хоча частіше її називали операцією з підтримки миру.

## Мета СФОР
Основна мета сил СФОР полягала в утворенні безпечних умов для цивільного та політичного відновлення країни.
Зокрема, контингент СФОР відповідав за стримування та попередження нових бойових дій, утворення сприятливих умов для подальшого розвитку мирного процесу, а також надання підтримки цивільним організаціям, які беруть участь у цьому процесі, вибірково та з урахуванням наявних сил і засобів.

## Миротворча діяльність
Сили СФОР здійснювали регулярне патрулювання території Боснії і Герцеговини з метою гарантування умов безпеки. Багатонаціональні спеціалізовані підрозділи були розгорнуті для ліквідації заворушень.
Сили СФОР також здійснювали збір і знешкодження незареєстрованої зброї та боєприпасів серед цивільного населення з метою покращання загальних умов безпеки для населення та зміцнення довіри до мирного процесу. Тільки в 2003 році силами СФОР було знешкоджено понад 11 тис. одиниць зброї та 45 тис. гранат.
Поряд з іншими організаціями сили СФОР брали участь у процесі розмінування в Боснії і Герцеговині. Контингент НАТО також здійснив декілька операцій з ліквідації мін і надав сприяння в утворенні навчальних центрів з розмінування у таких містах, як Баня-Лука, Мостар і Травник. Сили СФОР також надали допомогу під час створення центру підготовки пошукових собак у м. Бихач.
Крім цього, багатонаціональні спеціалізовані підрозділи у складі СФОР надавали підтримку Поліційній місії Європейського Союзу, яка відповідала за надання владі Боснії допомоги в підготовці місцевих поліційних сил у відповідності до найсуворіших європейських і міжнародних вимог. Місія ЄС відстежувала та здійснювала перевірки керівного та оперативного потенціалу боснійських поліційних формувань, а також наглядала за їхньою діяльністю.

## Учасники
СФОР працювало під кодовими назвами Операція Joint Guard (21 грудня 1996 — 19 червня 1998) і Операція Joint Forge (20 червня 1998 — 2 грудня 2004). Країни НАТО, що забезпечували військами:
| Бельгія Болгарія (член з березня 2004) Велика Британія Греція Данія Естонія (член з березня 2004) | Ісландія Іспанія Італія Канада Латвія (член з березня 2004) Литва (член з березня 2004) Люксембург | Нідерланди Німеччина Норвегія Польща (член з 1999) Португалія Румунія (член з березня 2004) | Словаччина (член з березня 2004) Словенія (член з березня 2004) США Туреччина Угорщина (член з 1999) Франція Чехія (член з 1999) |

Країни не члени НАТО, що забезпечували військами:
| Албанія (член НАТО з 2009) Австралія Австрія Аргентина Єгипет | Ірландія Малайзія Марокко Нова Зеландія | Росія Україна Фінляндія Швеція |